# Escuela Preparatoria Wheatley (Houston)
La Escuela Preparatoria Phillis Wheatley (Phillis Wheatley High School) es una escuela preparatoria pública de la zona Fifth Ward (quinta zona) en Houston, Texas. Como una parte del Distrito Escolar Independiente de Houston (HISD por sus siglas en inglés), la preparatoria lleva el nombre de Phillis Wheatley, una escritora afroamericana. Sirve a los barrios de Fifth Ward y Denver Harbor.
En 1979, el director de Wheatley, Charles Herald, afirmó que "Para muchos, el Fifth Ward es la Escuela Preparatoria Wheatley" y los exalumnos de Wheatley tienen un fuerte apego a su escuela, incluidos los exalumnos que viven en otras ciudades.

## Historia

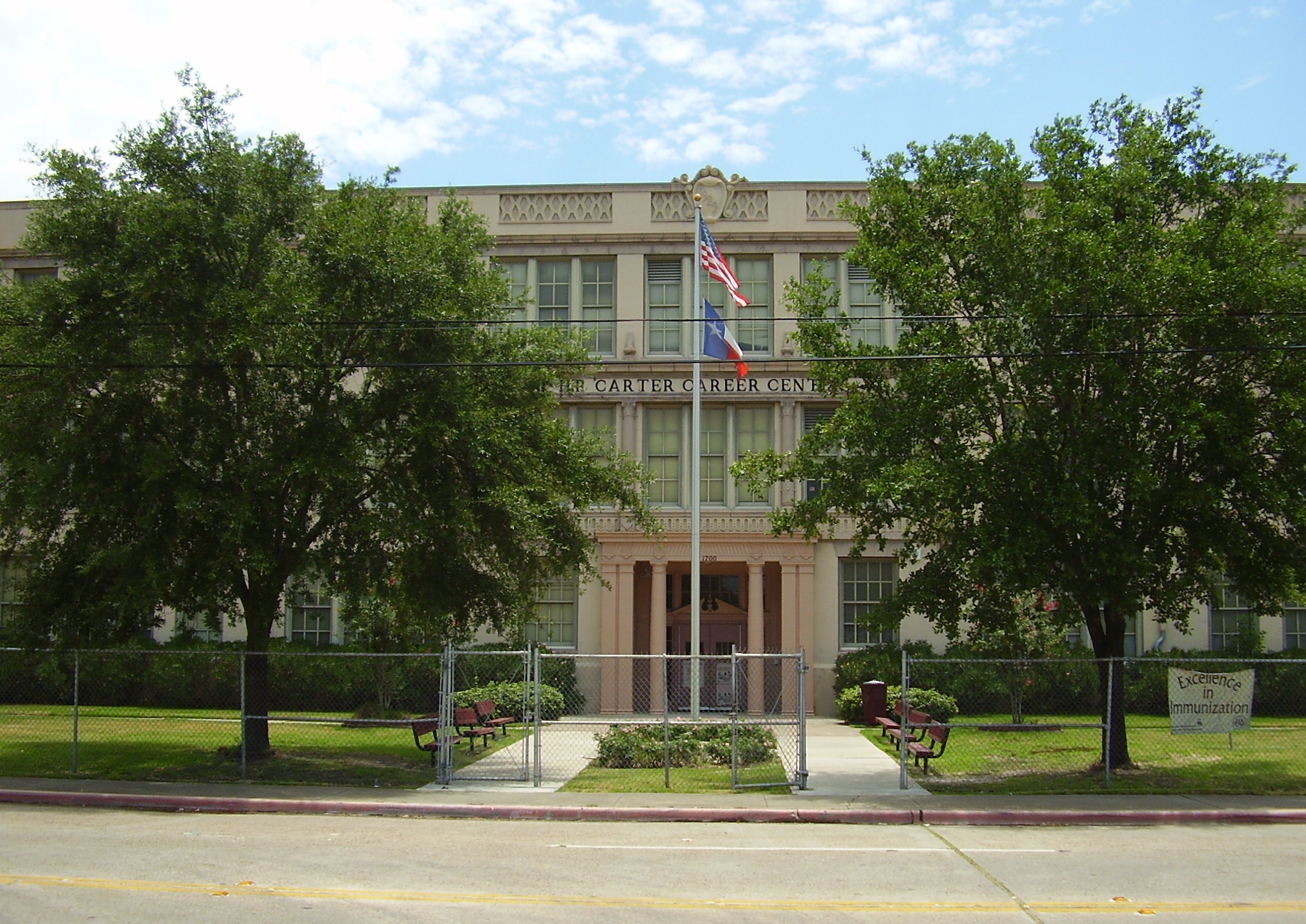
El edificio original de la preparatoria

La preparatoria abrió en la antigua Escuela Primaria McGowen (McGowen Elementary School) en 1926.La tercera escuela secundaria y preparatoria para afroamericanos en Houston, Wheatley era una de las secundarias y preparatorias para afroamericanos más grandes de los Estados Unidos.
En 1949 la preparatoria se trasladó a un nuevo edificio, 4900 Market Street.

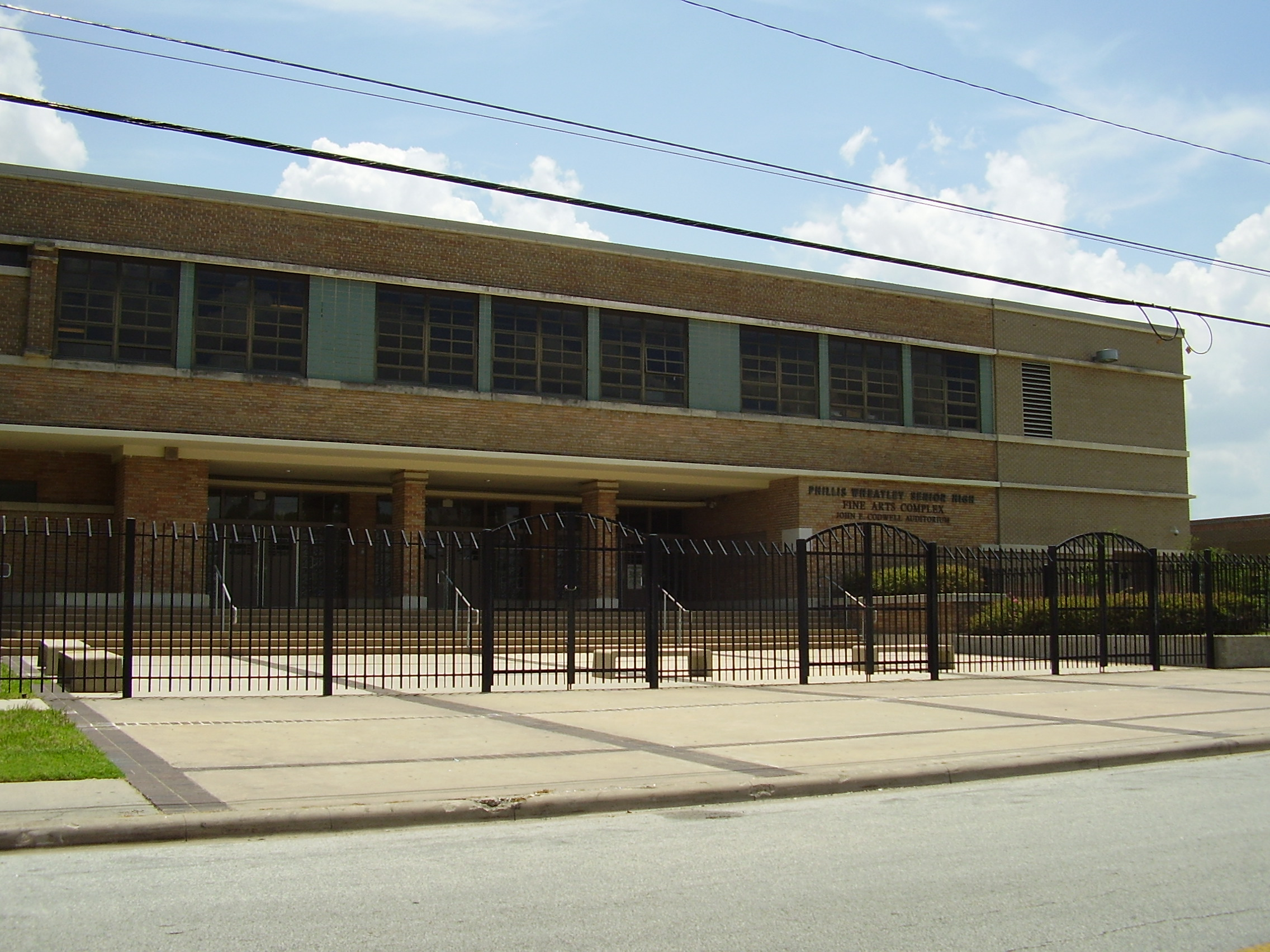
El complejo de bellas artes y el Auditorio John F. Codwell

En la década de 1970, Wheatley desagregada, y el barrio Denver Harbor fue asignado a la preparatoria Wheatley. En 1979 el director Herald afirmó que la integración racial de HISD causó los mejores estudiantes y profesores para salir Wheatley para otras escuelas.
En 2006 se trasladó a su actual edificio, 4801 Providence.